# Runar Berg
Pour les articles homonymes, voir Berg.
Runar Berg, né le 7 octobre 1970 à La Haye (Pays-Bas), est un footballeur international norvégien, qui évoluait au poste de milieu de terrain au Rosenborg BK et en équipe de Norvège.
Berg n'a marqué aucun but lors de ses cinq sélections avec l'équipe de Norvège entre 1994 et 2003.

## Palmarès

### En équipe nationale
- 5 sélections et 0 but avec l'équipe de Norvège entre 1994 et 2003.

### Avec Rosenborg BK
- Vainqueur du Championnat de Norvège de football en 1990, 1997, 1998 et 1999.
- Vainqueur de la Coupe de Norvège de football en 1990 et 1999.

### Avec Bodø/Glimt
- Vainqueur de la Coupe de Norvège de football en 1993.

## Vie personnelle
Runar Berg est issu d'une famille de footballeurs. En effet, son père est l'ancien international norvégien Harald Berg, son frère Ørjan Berg a lui aussi été international norvégien. Enfin, son neveu Patrick Berg est également footballeur et représente la Norvège.